# Nyctophilus microdon
Nyctophilus microdon är en fladdermusart som beskrevs av Eleanor M.O. Laurie och Hill 1954. Nyctophilus microdon ingår i släktet Nyctophilus och familjen läderlappar. IUCN kategoriserar arten globalt som otillräckligt studerad. Inga underarter finns listade i Catalogue of Life.
Denna fladdermus förekommer i bergstrakter på östra Nya Guinea. Arten vistas i regioner som ligger 1900 till 2200 meter över havet. Den lever i bergsskogar och jagar där insekter. Ensamma individer eller små flockar vilar i träd eller i grottor.